# Axylia striata
Axylia striata là một loài bướm đêm trong họ Noctuidae.